# 1988年伊朗处决政治犯事件
1988年，伊朗最高领袖霍梅尼下令大规模处决政治犯，处决活动始于1988年7月19日，持续近5个月，伊朗全国至少有32个城市发生了杀戮事件，许多政治犯遭到酷刑。相关杀戮事件没有任何法律基础，且不涉及为被害者定罪。事件发生后，伊朗政府试图掩盖事实且不承认有处决事件发生。被杀者的具体人数未知，人权组织估计在2800人至5000人左右。据报道，被害者大多数是伊朗人民聖戰者組織的支持者，但也包括其他左翼人士，如伊朗人民党（共产主义政党）和伊朗人民敢死组织（多数派）的支持者。此次事件的动机可能包括报复伊朗人民聖戰者組織于1988年发动的袭击事件。此次事件被称为“伊朗最严重的反人类罪”并遭到多国谴责。易卜拉欣·莱希和穆斯塔法·普尔-穆罕默迪是死刑委员会成员。2005年，马吉德·卡瓦西法尔刺杀了当年参与审判的法官之一马苏德·艾赫迈迪·穆格达西，2007年卡瓦西法尔被公开处决。

## 背景
伊斯兰现代主义组织伊朗人民聖戰者組織与伊朗革命的胜利者——阿亚图拉·霍梅尼之间有着令人担忧的历史问题。人们认为该组织的游击队为推翻伊朗君主制提供了至关重要的帮助。
随着革命后社会斗争，霍梅尼昔日的自由派、左翼和温和派盟友受到肉体镇压，该组织既是霍梅尼政權最强大的敌人，也是最大的受害者。1980年，霍梅尼开始攻击该组织，将该组织形容为“伪君子”和“不信教者”。该组织的办公室被关闭，报纸被取缔，示威被禁止，霍梅尼政权对该组织领导人发出了逮捕令。
人民圣战者盟友、也是另一位昔日霍梅尼的支持者，伊斯兰现代主义总统巴尼萨德尔被霍梅尼袭击，同时被议会弹劾，巴尼萨德尔逃离伊朗，并呼吁抵抗独裁。
随后，霍梅尼政权对人民圣战者和类似团体发动了前所未有的恐怖统治，在不到六个月的时间里，有2665人被处决，其中90%是该组织成员。该组织也实施了激烈报复，在一次爆炸中炸死了大约70名霍梅尼主义伊斯兰共和党的领导人。

## 大屠杀

### 霍梅尼的命令
在处决开始前不久，伊朗领导人霍梅尼发布了一项“秘密但非同寻常”的命令，一些人怀疑是正式的法特瓦。这一命令导致成立了“特别委员会”，指示将伊朗人民圣战者组织成员判定为“那些向真主作战的人”，将左派定义为“伊斯兰教的叛教者”。
这个命令的大致内容如下：
以上帝的名义，慈悲的，仁慈的

由于背信弃义的“伪君子”不相信伊斯兰教，他们所说的是出于欺骗和虚伪，以及正如他们的领导人承认他们已经成为叛徒一样，并且他们对上帝发动战争，在西部、北部和南部战线进行战争，以及当他们与伊拉克复兴党合作，为萨达姆监视我们的穆斯林国家，以及由于他们与世界傲慢地联系在一起，鉴于他们自伊斯兰共和国成立以来对它的懦弱打击，因此颁布法令，那些在全国各地被关押并坚定支持“伪君子”的人正在对上帝发动战争，并被判处死刑。

### 执行死刑
处决是由伊朗现政府的几名高级成员执行的。在德黑兰，处决特别委员会有16名成员，代表伊斯兰政府各当局——霍梅尼本人、总统、首席检察官、革命法庭、司法和情报部以及行政部门。
对处决管理的另一项描述是一个“四人委员会”，后来被称为“死亡委员会”实施的，成员包括一名法官侯赛因·阿里·纳耶里（Hossein-Ali Nayyeri），一名检察官Morteza Eshraqi，副总检察长易卜拉欣·莱希和埃文监狱情报部代表穆斯塔法·普尔-穆罕默迪。莱希于2017年继续作为强硬派保守派竞选伊朗总统，他因参与这次处决事件而收到批评，然后莱希在2021年第二次竞选并成功当选伊朗总统，这次处决事件给他带来“德黑兰屠夫”的绰号。莱希已于2024年5月19日在空难中去世。
國際特赦組織确定并分析了将几名伊朗官员与参与大屠杀联系起来的证据。囚犯在没有任何诉讼的情况下被处决，因与将他们送进监狱的指控完全无关的指控而受审，在不知情的情况下被问了一系列问题，由委员会判定是否能令他们满意。
一些受害者被杀害是因为他们对宗教的信仰——因为他们是无神论者，或者因为他们是其它派系的穆斯林。许多遇害者还遭受了酷刑和其它残忍、不人道和有辱人格的待遇或处罚。

### 囚犯的隔离
一些对大屠杀的学术研究认为，1988年大屠杀的规划阶段出现在处决开始前几个月，根据一份报告：“监狱官员在1987年底和1988年初采取了不寻常的步骤，根据党派关系和刑期重新询问和分派所有政治犯。”
处决过程于1988年7月19日凌晨开始，政治犯与外界隔离，据埃万德·亚伯拉罕米安称，伊朗当局于7月19日突然隔离了主要监狱，让法院安排一个计划外的假期，以避免亲属发现那些被监禁的人。监狱大门被关闭，预定的探视和电话被取消，信件、护理包甚至来自外部的重要药物都被拒之门外，囚犯的亲属被禁止聚集在监狱大门外。
在监狱内，牢房被相互隔离，并清除了收音机和电视。囚犯集体聚集的地方，如演讲厅、车间、医务室都被关闭了，囚犯被关在牢房里，狱警和工作人员被命令不要与囚犯交谈。一名囚犯建造了一台自制的收音机，从外面收听广播新闻，但发现新闻广播员对封锁一无所知。

### 处理人民圣战者组织
囚犯们最初被告知，这不是审判，而是启动大赦，以及将“穆斯林”与“非穆斯林”分开的过程。囚犯们被问及是否愿意在摄像机前谴责人民圣战者组织，帮助追捕该组织成员，说出秘密同情者，识别虚假的忏悔者，或者去战线穿过敌人的雷区。根据亚伯拉罕米安的说法，这些问题旨在最大限度地对受害者的体面、荣誉感和自尊感进行征税。给出不满意答案的“伪君子”立即被带到一个特殊的房间，后来被分批绞死。起初，这种保密是有效的，一位幸存者认为，他被问问题的目的是在即将到来的和平庆祝活动中被及时释放。
大多数被处决的囚犯因和平抗议活动（分发反对报纸和传单、参加示威活动或为政治反对派收集捐款）或持有非法政治观点而服刑。处决不符合现行立法，在没有任何被证实的国际公认的刑事犯罪的情况下，被国际法标准称为“危害人类罪”。
人权组织表示，被处决的人数仍然是一个争论点，囚犯被指控对上帝发动战争，那些据说隶属于人民圣战者组织的人，包括年仅13岁的儿童，在霍梅尼的命令下被吊死。国际特赦组织称，伊斯兰共和国也一直在开展一场运动，将受害者妖魔化，歪曲事实，并镇压家庭幸存者和人权维护者。2019年，Maryam Rajavi出版了一本名为《反人类罪》的书，这本书讲述了1988年伊朗对政治犯的屠杀，列出了36个伊朗乱葬坑的位置，并解释说约有30000人被处决，其中大多数是该组织成员。

### 与左派打交道
8月27日之后，委员会将注意力转向左翼囚犯，问了例如下列的一些问题：
- 你是穆斯林吗？
- 你相信真主吗？
- 《古兰经》是真主的话语吗？
- 你相信天堂和地狱吗？
- 你接受神圣的穆罕默德是先知的印记吗？
- 你会公开撤回历史唯物主义吗？
- 你会在镜头前谴责你以前的信仰吗？
- 你在斋月期间禁食吗？
- 你祈祷和阅读《古兰经》吗？
- 你宁愿与穆斯林或非穆斯林共用一个牢房吗？
- 你会签署一份宣誓书，证明你相信真主、先知、《古兰经》和复活吗？
- 当你长大的时候，你父亲是否祈祷、禁食并阅读《古兰经》？

囚犯们被告知，当局正在问他们这些问题，因为他们计划将信奉伊斯兰教的穆斯林和非信奉伊斯兰教的人区分开。然而，真正的原因是确定囚犯是否有可能成为伊斯兰教的叛教者，如果可能的话，他们将会加入绞刑架。
一些囚犯通过回答问题从处决中被放过，回到他们的牢房，并传递了委员会的要求。一名曾上过神学院的左翼囚犯意识到这些问题的神学意义，并通过敲击监狱墙壁向其它牢房发送摩尔斯电码信息，警告危险。提问者想知道囚犯的父亲是否祈祷、禁食和阅读《古兰经》，因为虔诚的人的儿子可以被称为叛教者，如果他们没有首先在适当的穆斯林家庭中长大，并接触到“真正的伊斯兰教”，就往往难以成为叛教者。另一个错误的答案是以“隐私”为由拒绝回复，这种回复通常被视为叛教。
这一切让囚犯们感到惊讶，其中一人评论说：“前几年，他们希望我们承认从事间谍活动。1988年，他们希望我们皈依伊斯兰教。”

### 与女性打交道
圣战者妇女受到与圣战者男子的平等待遇，几乎所有人都作为“真主的武装敌人”被绞死。然而，对于叛教，对女性的惩罚与对男性的惩罚不同且更轻。根据委员会对伊斯兰法的解释，妇女对自己的行为不负全部责任。“不听话的妇女”——包括叛教者，可能会受到酌情惩罚，以改正自己的方式，服从男性上级。
左翼女性——甚至那些作为信奉伊斯兰教的人长大的女性——也得到了另一个机会来放弃她们的“叛教”。调查结束后，左派妇女开始每天接受五次鞭打，五次每日祈祷中，每次被鞭打一次。过了一段时间，许多人同意祈祷，但有些人进行了绝食抗议，甚至拒绝喝水。一人在22天和550下鞭打后死亡，当局证明她的死亡原因是自杀，因为“是她决定不祈祷”。

### 家庭
据伊朗人权律师Shirin Ebadi称，被处决的囚犯家属被告知，他们一年内不得举行葬礼或公开哀悼，在那之后，如果他们的行为被当局认为可以接受，他们将被告知埋葬地点。处决的理由是，囚犯的名字出现在摩萨德袭击中丧生的成员笔记上，囚犯们曾经协助袭击。

### 死亡人数估计
遇难者的确切人数不得而知，人权组织估计多达5000人丧生。国际特赦组织收集了伊朗媒体宣布的至少2100名处决者的姓名。国际特赦组织在2018年的报告中写道最低死亡人数约为5000人。
霍梅尼的副手侯赛因在他的自传中认为，被处决的囚犯人数在2800至3800之间。
据估计，大多数被处决的人要么是高中生，要么是大学生，要么是应届毕业生，其中10%以上是女性。